# Савін Анатолій Васильович
Анатолій Васильович Савін (12 грудня 1934, Москва) — радянський футболіст, що грав на позиції нападника. Після закінчення виступів на футбольних полях — радянський футбольний тренер.

## Клубна кар'єра
Анатолій Савін народився в Москві. Розпочав виступи на футбольних полях у місцевій команді класу «Б» «Хімік» у 1953 році. У 1954—1956 роках Савін грав у складі московського ЦБРА, щоправда рідко потрапляв до основного складу, зігравши за клуб у вищій лізі 19 матчів за три роки. У 1957 році Анатолій Савін нетривалий час знаходився у складі московського «Торпедо», й у цьому ж році став гравцем команди класу «Б» «Волга» з Горького. У цій команді футболіст грав до 1960 року. протягом якого перейшов до іншої команди класу «Б» з цього ж міста «Ракета», у складі якої грав до кінця сезону 1962 року. У 1963 році Анатолій Савін грав у складі команди другої групи класу «А» «Металург» із Запоріжжя. У 1964 році Савін, разом із Володимиром Юлигіним, Юрієм Глухих, Левом Шишковим, Володимиром Смирновим, став гравцем команди класу «Б» «Таврія» із Сімферополя. У команді, яка успішно розпочала сезон, та виграла зональний турнір, щоправда пізніше пригальмувала, та зайняла лише 4 місце у фінальному турнірі українських команд класу «Б», Савін був одним із кращих бомбардирів, відзначившись протягом сезону 10 забитими м'ячами. У 1965 році футболіст грав за іншу команду класу «Б» «Дніпровець» із Дніпродзержинська, який став його останньою командою майстрів. Після завершення виступів у командах майстрів Анатолій Савін повернувся до Сімферополя, де ще кілька років грав за аматорські команди.

## Тренерська кар'єра
Після завершення виступів на футбольних полях Анатолій Савін розпочав тренерську кар'єру. Кількаразово колишній футболіст входив до тренерського штабу сімферопольської «Таврії», у тому числі в її чемпіонському сезоні в першій лізі СРСР та чемпіонаті України. У 1981—1984 роках Анатолій Савін входив до тренерського штабу севастопольської «Атлантики».